# Непрерывная доставка
Непрерывная доставка (англ. Continuous delivery или CD, или CDE) — это подход к разработке программного обеспечения, при котором программное обеспечение производится короткими итерациями, гарантируя, что ПО является стабильным и может быть передано в эксплуатацию в любое время, а передача его не происходит вручную. Целью является сборка, тестирование и релиз программного обеспечения с большей скоростью и частотой. Подход позволяет уменьшить стоимость, время и риски внесения изменений путём более частных мелких обновлений в продакшн-приложение.
Непрерывная доставка отличается от непрерывного развертывания (Continuous deployment) тем, что процесс развертывания в производственную среду должен быть подтвержден вручную.

## Примечание
1. ↑  Чен Ляньпин. Непрерывная поставка: огромные преимущества, но и сложные задачи = Continuous Delivery: Huge Benefits, but Challenges Too (англ.). — IEEE Software, 2015.